# Monasterio de Radu Vodă
El monasterio de Radu Vodă o monasterio del Príncipe Radu es un monasterio ortodoxo rumano en Bucarest, Rumania, consagrado a la Santísima Trinidad y a San Nectarios de Aegina.

## Historia del lugar
Debido a su entorno favorable y al terreno elevado cerca de un gran río, el área del monasterio estuvo habitada desde el Paleolítico. Es el asentamiento más antiguo conocido en el territorio de Rumania. Después del asentamiento del Paleolítico, hubo un asentamiento ininterrumpido durante el neolítico, la Edad del Bronce (1800-800 a. C.) y la Edad del Hierro (800 a. C. - 300 d. C.). 
El monasterio también se han encontrado restos de un asentamiento fortificado de la Era Dacia (100 a. C. - 100 d. C.).

## Historia del monasterio
El monasterio fue fundado por Alexandru II Mircea (1568-1577) y su señora Ecaterina para dar gracias por su victoria en la batalla. Estaba destinado a ser la iglesia metropolitana de la capital.
En 1615 el monasterio fue restaurado por el príncipe Radu Minhea, agregando detalles y pinturas; en honor a los trabajos del príncipe es que el monasterio toma su nombre actual. Varios terremotos han dañado los edificios en 1790, 1793, 1794, 1802, y 1838, pero siempre fue reparado.
El monasterio fue completamente renovado entre los años 1969 y 1974, por iniciativa del patriarca Justiniano Marina. A su muerte en 1977, el patriarca fue enterrado en una tumba en la pared interior del monasterio.

## Reliquias
En el monasterio pueden encontrarse las reliquias de San Nectarios de Aegina, nacido cerca de Constantinopla en 1846 y canonizado por la Iglesia Ortodoxa Griega en 1961. Se dice que las reliquias tienen poderes curativos, lo que atrae a muchos peregrinos al lugar. La fiesta de San Nectarios se celebra el 9 de noviembre en Grecia y Rumania.

## Ubicación
Ubicado en la calle Radu Vodă, no. 24A a orillas del río Dâmboviţa y cerca de la Catedral Patriarcal Rumana, el Monasterio está ubicado justo en el centro de Bucarest, la capital de Rumania. Está a unos cientos de metros de la salida de la estación de metro Piaţa Unirii.

## Galería

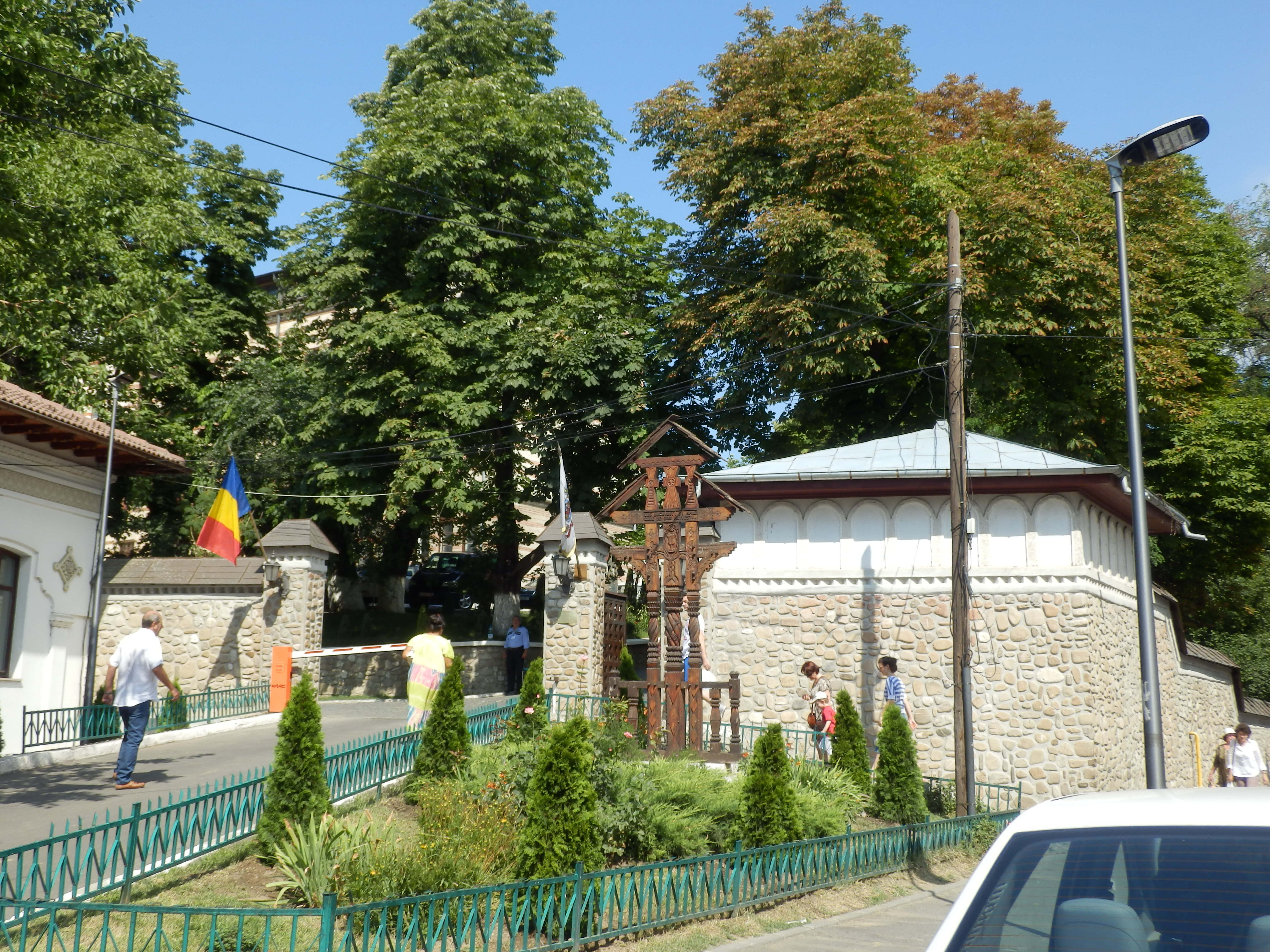
Entrada
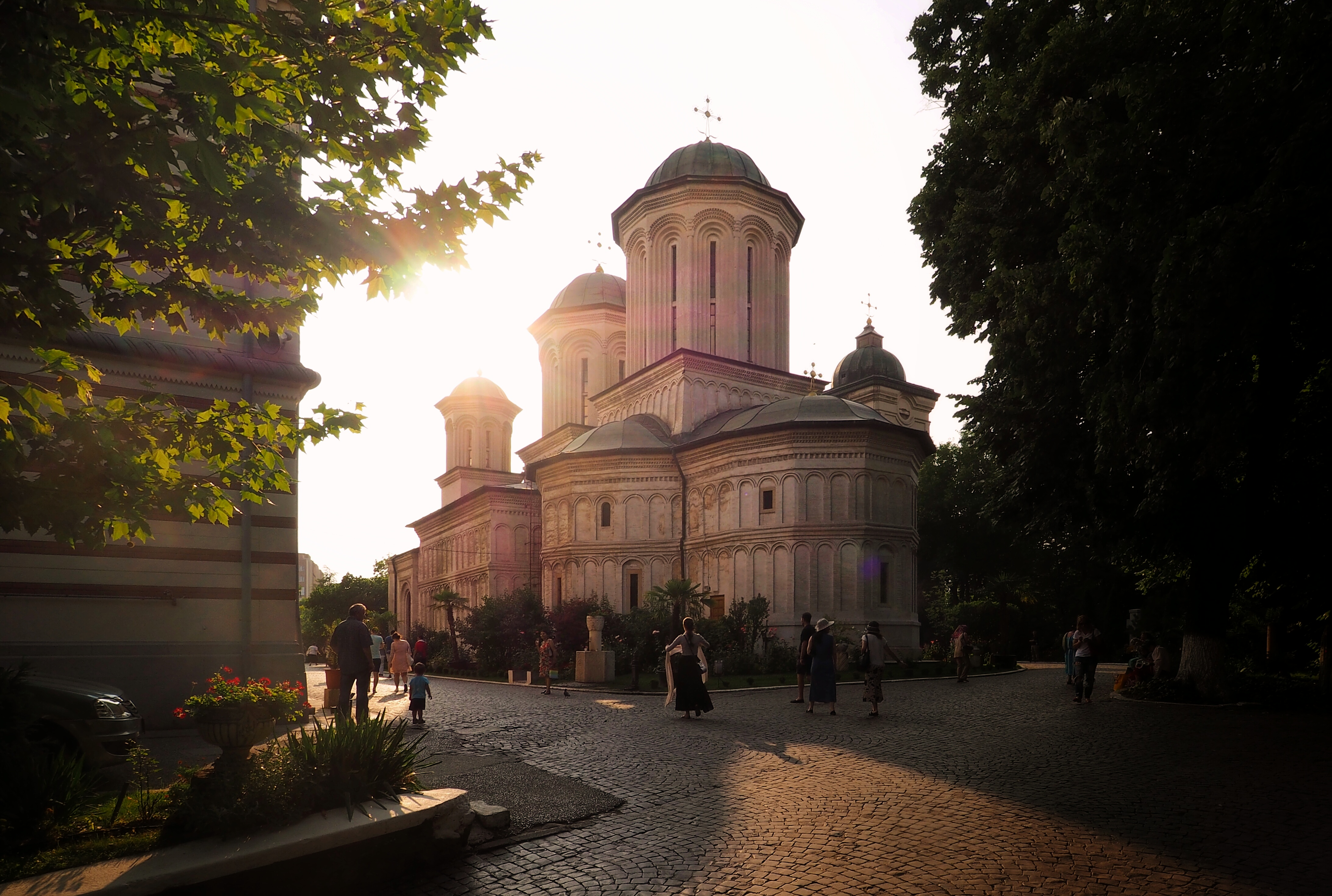
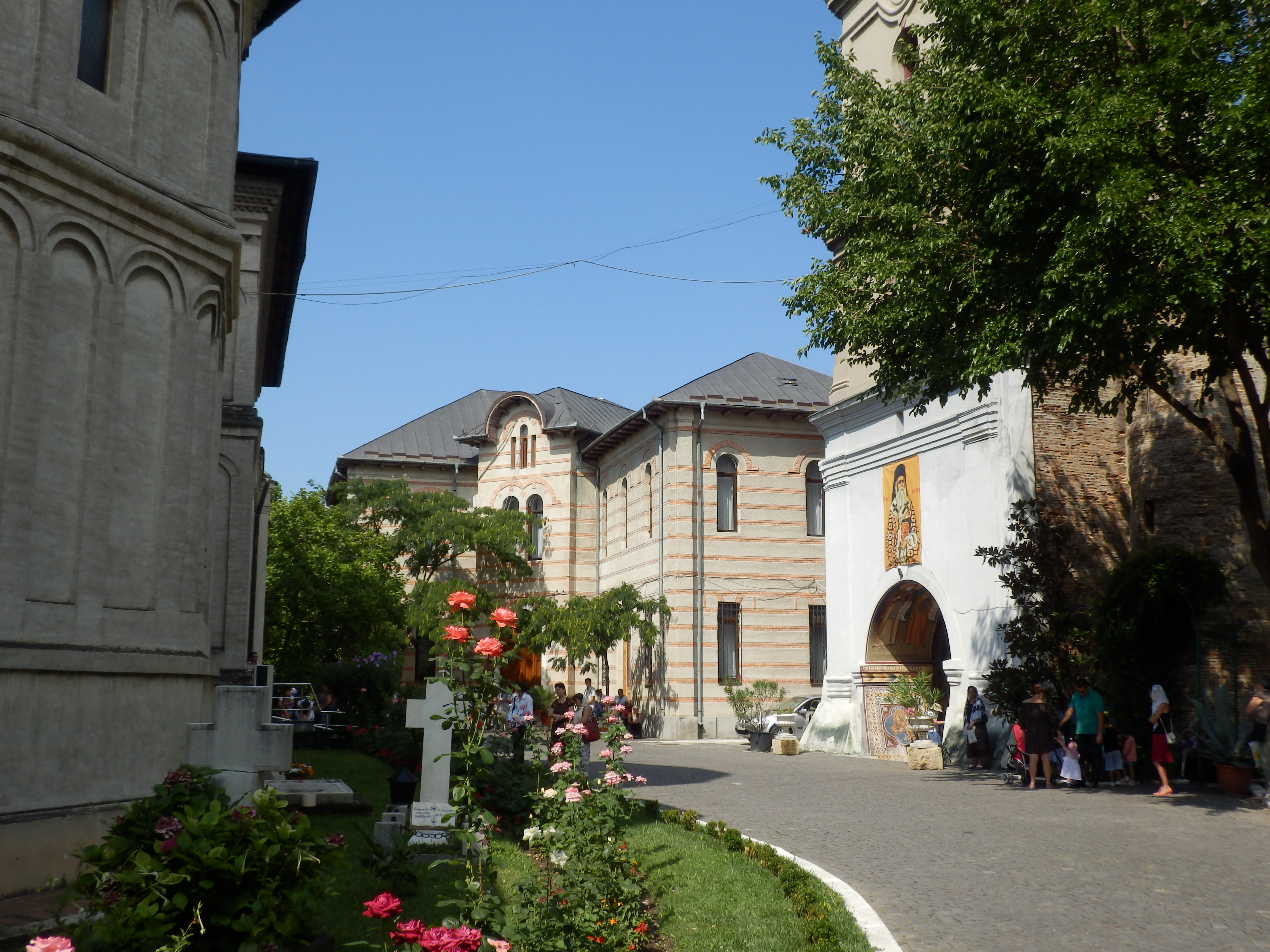
Patio
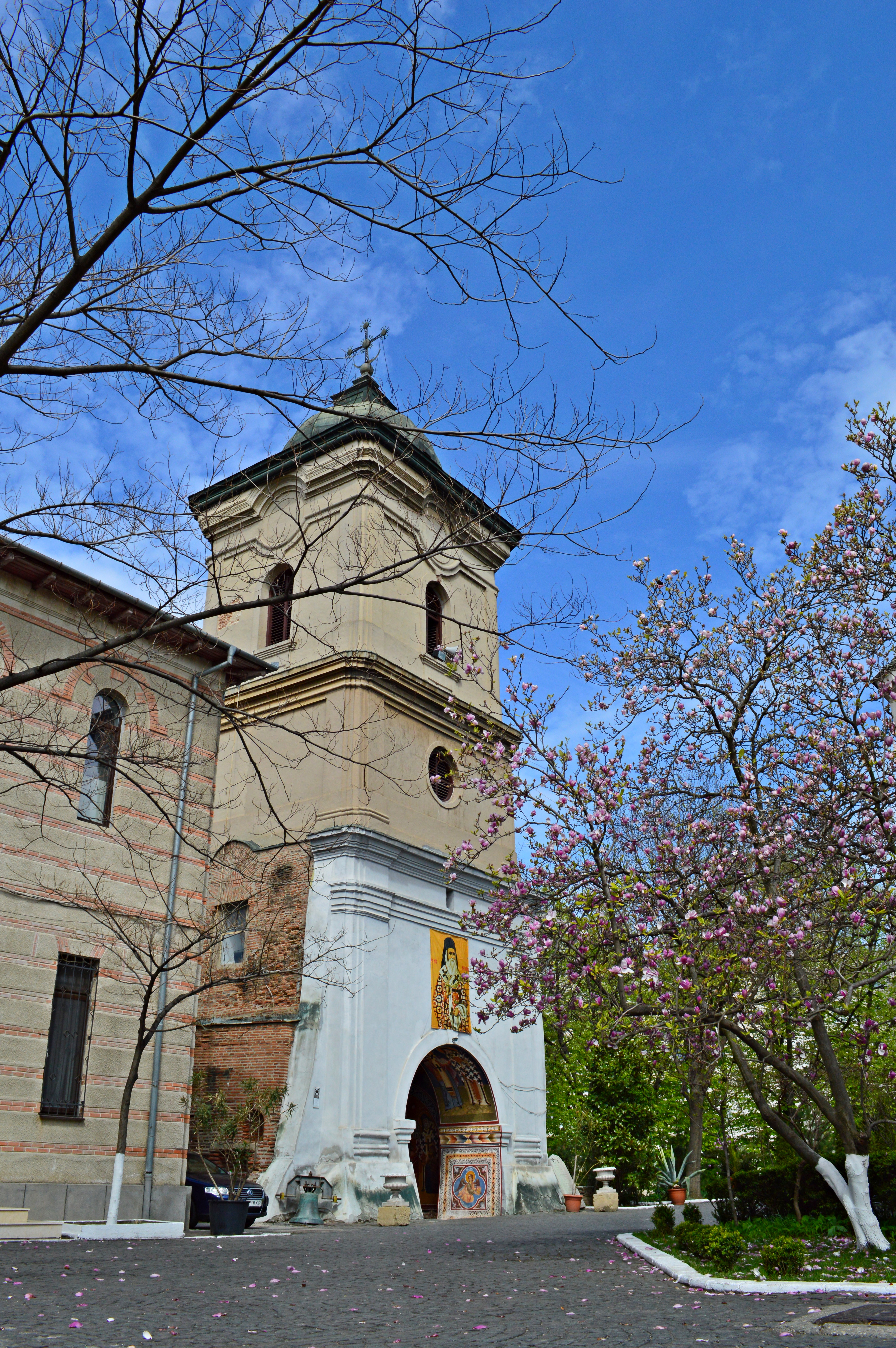
Campanario
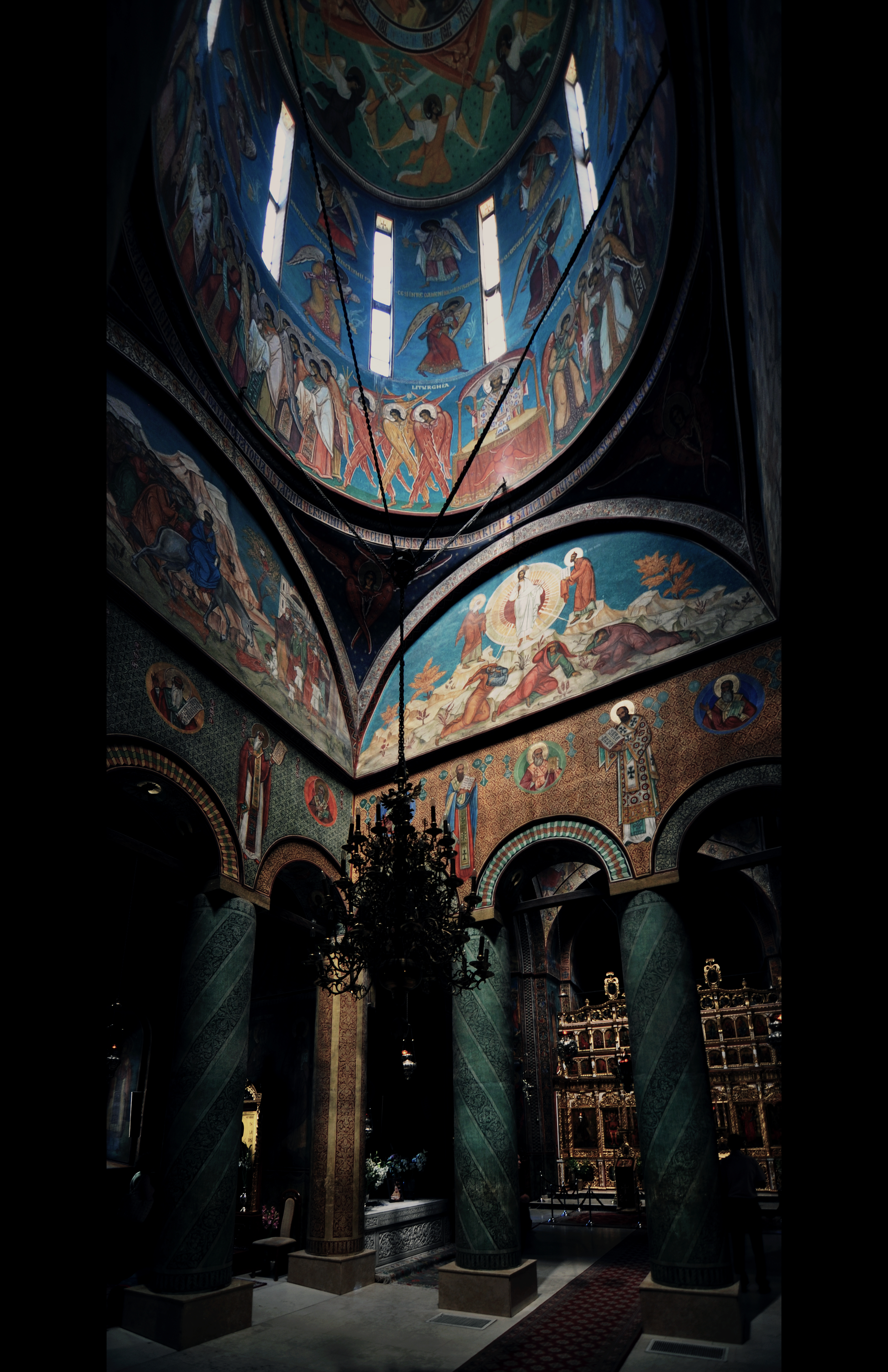
Interior
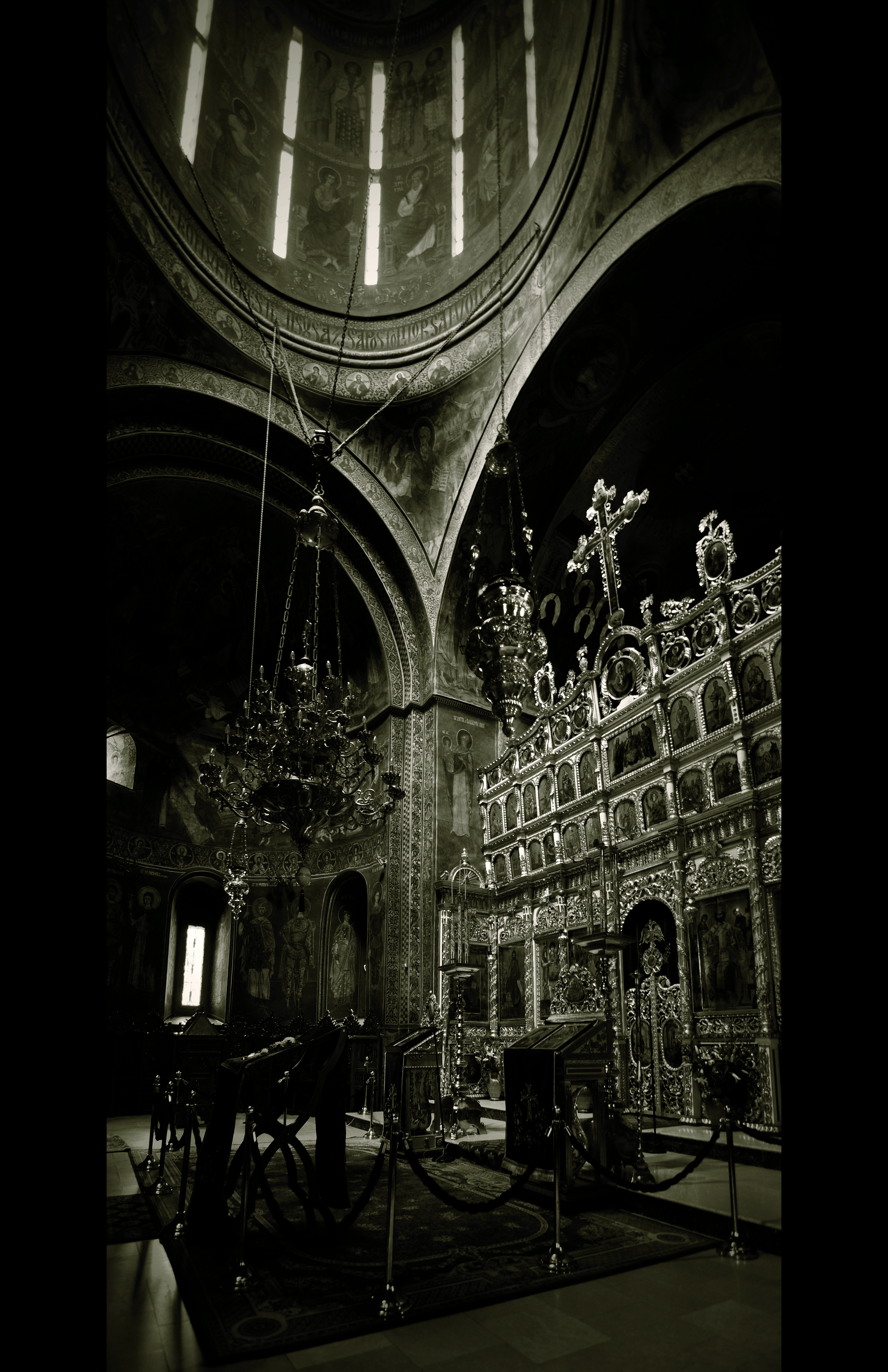
Altar
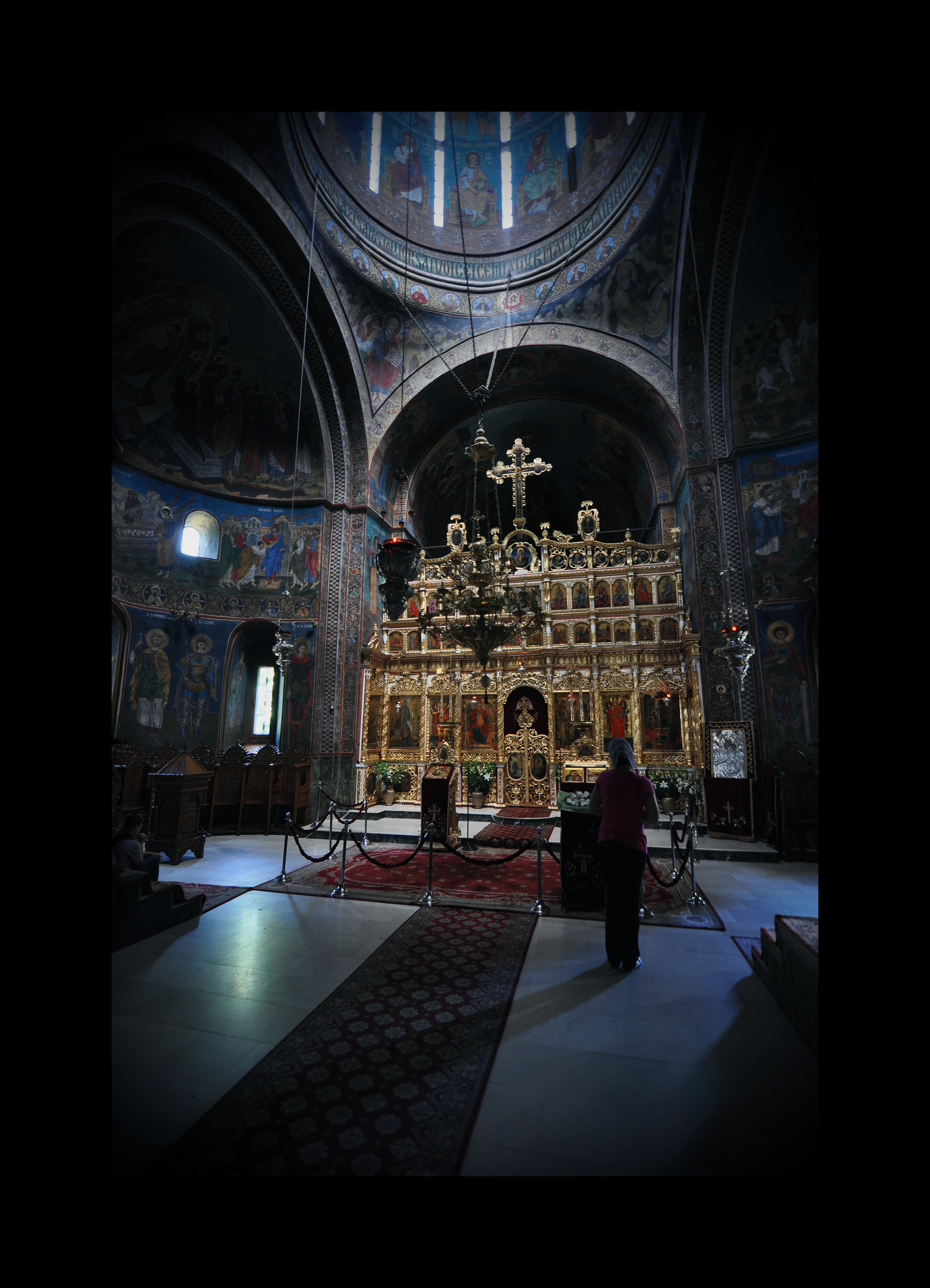
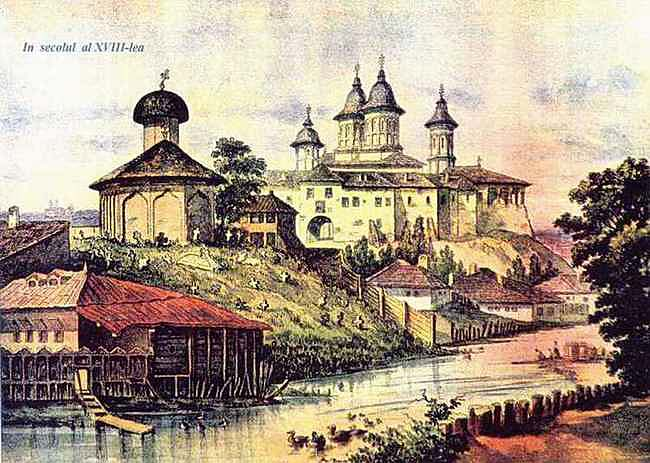
Dibujo del siglo XVIII